# Sergiej Bojko
Sergiej Mikolajovitsj Bojko (Oekraïens: Сергій Миколайович Бойко) (Ivankiv, 30 juni 1977) is een Oekraïens voormalig voetbalscheidsrechter. Hij was in dienst van FIFA en UEFA tussen 2011 en 2022. Ook leidde hij van 2008 tot 2022 wedstrijden in de Premjer Liha.
Op 4 oktober 2008 leidde Bojko zijn eerste wedstrijd in de Oekraïense eerste divisie. De wedstrijd tussen Kryvbas Kryvy Rih en Karpaty Lviv eindigde in 2–0 voor de thuisploeg. Bojko gaf in dit duel drie gele kaarten. Drie jaar daarna, op 21 juli 2011, floot Bojko zijn eerste wedstrijd in de UEFA Europa League. FK Aktobe en Kecskeméti TE troffen elkaar in de eerste ronde (0–0). In dit duel trok de Oekraïense leidsman zevenmaal geel. Zijn eerste wedstrijd in de UEFA Champions League volgde op 24 juli 2012, toen in de tweede ronde Hapoel Ironi Kiryat Shmona met 2–0 won tegen MŠK Žilina. Bojko gaf in dit duel vijf maal een gele kaart aan een speler.
Bojko werd aangesteld als scheidsrechter op het EK –21 in 2013.

## Interlands
| Datum             | Plaats                 | Wedstrijd                 | Uitslag | Competitie             | Kreeg geel | Kreeg voor de tweede keer geel en dus rood | Weggestuurd |
| ----------------- | ---------------------- | ------------------------- | ------- | ---------------------- | ---------- | ------------------------------------------ | ----------- |
| 9 februari 2011   | Trabzon, Turkije       | Turkije – Zuid-Korea      | 0 – 0   | Vriendschappelijk      | 3          | 1                                          | 0           |
| 11 september 2012 | Malmö, Zweden          | Zweden – Kazachstan       | 2 – 0   | WK 2014 kwalificatie   | 3          | 0                                          | 0           |
| 6 september 2012  | Tallinn, Estland       | Estland – Nederland       | 2 – 2   | WK 2014 kwalificatie   | 7          | 1                                          | 0           |
| 10 oktober 2014   | Brussel, België        | België – Andorra          | 6 – 0   | EK 2016 kwalificatie   | 4          | 0                                          | 0           |
| 4 september 2015  | Piraeus, Griekenland   | Griekenland – Finland     | 0 – 1   | EK 2016 kwalificatie   | 3          | 0                                          | 0           |
| 8 oktober 2015    | Tbilisi, Georgië       | Georgië – Gibraltar       | 4 – 0   | EK 2016 kwalificatie   | 2          | 0                                          | 0           |
| 7 oktober 2016    | Riga, Letland          | Letland – Faeröer         | 0 – 2   | WK 2018 kwalificatie   | 3          | 0                                          | 0           |
| 8 oktober 2017    | Oslo, Noorwegen        | Noorwegen – Noord-Ierland | 1 – 0   | WK 2018 kwalificatie   | 1          | 0                                          | 0           |
| 16 oktober 2018   | Nur-Sultan, Kazachstan | Kazachstan – Andorra      | 4 – 0   | Nations League 2018/19 | 2          | 1                                          | 0           |
| 25 maart 2019     | Eskişehir, Turkije     | Turkije – Moldavië        | 4 – 0   | EK 2020 kwalificatie   | 2          | 0                                          | 0           |
| 9 september 2019  | Tallinn, Estland       | Estland – Nederland       | 0 – 4   | EK 2020 kwalificatie   | 4          | 0                                          | 0           |
| 19 november 2019  | Trnava, Slowakije      | Slowakije – Azerbeidzjan  | 2 – 0   | EK 2020 kwalificatie   | 5          | 0                                          | 0           |
| 7 september 2020  | Tirana, Albanië        | Albanië – Litouwen        | 0 – 1   | Nations League 2020/21 | 5          | 1                                          | 0           |
| 13 november 2021  | Istanboel, Turkije     | Turkije – Gibraltar       | 6 – 0   | WK 2022 kwalificatie   | 3          | 0                                          | 1           |
| 25 september 2022 | Tórshavn, Faeröer      | Faeröer – Turkije         | 2 – 1   | Nations League 2022/23 | 3          | 0                                          | 0           |